# 119 до н. е.

## Події

### Римська республіка
- Консулами стали Луцій Аврелій Котта і Луцій Цецилій Метелл Далматік

### Індія
- 7-м правителем імперії Шунга став Гхоша

## Померли
- Пуліндака — правитель імперії Шунга
- Гай Папірій Карбон — римський консул 120 року до н. е.